# Alcalde pedáneo
Alcalde pedáneo es el nombre que recibe el representante del órgano unipersonal ejecutivo que se sitúa al frente del gobierno local de una pedanía o sindicatura (entidad local de ámbito territorial inferior al municipal), siendo estas entidades submunicipales. El alcalde pedáneo vendría a ser el alcalde de un núcleo de población, generalmente rural y de pequeño tamaño (caseríos, parroquias, aldeas, barrios, concejos, pedanías, anteiglesias, lugares anejos y otros análogos), situado dentro de un término municipal regido por otra localidad mayor.
Así mismo, y en ciertos territorios, se considera el representante de la junta vecinal.
Puede ser candidato para alcalde pedáneo cualquier elector residente en el municipio con derecho de sufragio pasivo. El alcalde pedáneo es comúnmente elegido por los electores del municipio o solamente por los electores o residentes de la pedanía o entidad local inferior al municipio de que se trate, mediante sistema mayoritario. Si no es así, suele ser designado de manera directa por la alcaldía o pleno municipal.

## En España
La legislación de algunas comunidades autónomas organizan de un modo particular el gobierno de los pequeños núcleos urbanos.

#### Asturias
En el Principado de Asturias,  siguiendo una larga tradición, las entidades locales menores   se denominan oficialmente parroquias rurales desde 1986 y están actualmente regidas por un presidente y una Junta de Parroquia en vez de un alcalde pedáneo. Reservando esta comunidad autónoma la denominación alcalde pedáneo para los representantes municipales en barrios o parroquias sin personalidad jurídica. Estos alcaldes pedáneos no son elegidos mediante sufragio de la vecindad salvo que exista más de un candidato propuesto por el barrio o núcleo rural y así lo decida el pleno municipal. Hay que tener en cuenta que los municipios de asturias reciben la denominación de concejo.

#### Álava
Las entidades locales menores en Álava se denominan concejos, y su gobierno y administración corresponde a la Junta Administrativa  Las competencias, funcionamiento y elección de la junat quedan, regulados por la Norma Foral 11/1995. Las Juntas administrativas cuentan con un regidor o presidente, un fiel de fechos, que actúa de secretario, y los vocales de la Junta. Los concejos pueden ser abiertos o cerrados; en los abiertos, la Junta Administrativa es el órgano de administración, pero el gobierno corresponde a la Aambela vecinal; sin embargo en los concejos cerrado, administración y gibierno corresponde a la Junta Administrativa. Loss órganos de gobierno se eligen cada cuatro años.

#### Navarra
En Navarra, las entidaes locales que incluye algunos municipios se denominan concejos. Estos que quedan regulados por la Ley Foral 6/1990, de Administración Local de Navarra. La administración y gobierno de los concejos coresponde a su Presidente y a una Junta o Concejo abierto. El concejo abierto corresponde a los concejos con una población inferior a 50 habitantes; la Junta cuando la población supera ese número. La elección de estos órganos de gobierno se realiza simultáneamente con las elecciones municipales.

### Normativa
- Real Decreto Legislativo 781/1986, de 18 de abril, por el que se aprueba el texto refundido de las disposiciones legales vigentes en materia de Régimen Local.[6]Entrada en vigor: 12/05/1986

### Artículos
- Art. 39.

El Alcalde pedáneo, órgano unipersonal ejecutivo de la Entidad local, preside la Junta Vecinal y es elegido conforme a la Ley Electoral.
- Art. 40.

El Alcalde pedáneo tendrá las atribuciones que la Ley señale al Alcalde, circunscritas a la administración de su Entidad, y en particular las siguientes:
a) Convocar y presidir las sesiones de la Junta o Asamblea vecinal, dirigir sus deliberaciones y decidir los empates con voto de calidad.
b) Ejecutar y hacer cumplir los acuerdos de la Junta o Asamblea vecinal.
c) Aplicar el Presupuesto de la Entidad, ordenando pagos con cargo al mismo, y rendir cuentas de su gestión.
d) Vigilar la conservación de caminos rurales, fuentes públicas y montes, así como los servicios de policía urbana y de subsistencias.
e) Todas las demás facultades de administración de la Entidad no reservadas expresamente a la Junta o Asamblea vecinal.
- Art 41.

1. La Junta o Asamblea vecinal tendrá las siguientes atribuciones:
a) La aprobación de Presupuestos y Ordenanzas de exacciones, la censura de cuentas y el reconocimiento de créditos, siempre que no exista dotación presupuestaria.
b) La administración y conservación de bienes y derechos propios de la Entidad y la regulación del aprovechamiento de bienes comunales.
c) El ejercicio de acciones judiciales y administrativas.
d) En general, cuantas atribuciones se asignan por la Ley al Ayuntamiento Pleno con respecto a la administración del municipio, en el ámbito de la Entidad.
2. Los acuerdos de la Junta o Asamblea vecinal sobre disposiciones de bienes y operaciones de crédito y expropiación forzosa deberán ser ratificados por el Ayuntamiento respectivo.

## En Colombia
En Colombia, las pedanías se le denomina "Corregimientos". Su autoridades civiles son los corregidores.